# Canthon lividus
Canthon lividus е вид бръмбар от семейство Листороги бръмбари (Scarabaeidae). Видът не е застрашен от изчезване.

## Разпространение
Разпространен е в Аржентина (Буенос Айрес, Ентре Риос, Кориентес, Мисионес и Санта Фе), Бразилия (Рио Гранди до Сул и Санта Катарина), Парагвай и Уругвай.